# Museumsregistrierung

Plakette Registriertes Museum am Oberharzer Bergwerksmuseum in Clausthal-Zellerfeld

Museumsregistrierung bezeichnet ein freiwilliges Verfahren der Qualitätssicherung für Museen in Deutschland. Das Museumsregister (von lat. regesta; aus regerere: eintragen) ist das Verzeichnis der Museen, die erfolgreich am Registrierungsverfahren teilgenommen haben.
Aufgrund der Kulturhoheit der Länder existiert keine einheitliche Museumsregistrierung wie z. B. in den Niederlanden (Museumregistratie) oder Österreich, wo es neben der Museumsregistrierung durch den Museumsbund Österreich zusätzlich ein Museumsgütesiegel gibt.
In einzelnen Bundesländern wurde die Museumsregistrierung eingeführt, die jeweiligen Verfahren variieren, Träger sind jeweils die Museumsverbände.

## Museumsregistrierung in Rheinland-Pfalz
2004 wurde vom Museumsverband Rheinland-Pfalz ein freiwilliges Registrierungssystem entwickelt, es basiert auf einem Minimalstandard-Schema, welches eine Leistungsmessung des Museums entsprechend anerkannter professioneller Standards zum Ziel hat. Nicht der Umfang der Museumsarbeit wird bewertet, sondern wird ermittelt, ob ein Museum entsprechend seiner Art, Struktur und Lage angemessene Qualitätsstandards erfüllt.

## Museumsregistrierung in Niedersachsen und Bremen
Von Juli 2006 bis August 2007 wurde unter Trägerschaft des Museumsverbandes für Niedersachsen und Bremen e. V. als Fachverband ein Pilotprojekt mit 33 Museen durchgeführt. Als Ergebnis wurden 21 Museen für sieben Jahre registriert.
Seit 2008 schreibt der Museumsverband die Museumsregistrierung auf seiner jeweils im März stattfindenden Jahrestagung aus. Ausgangspunkt sind die Standards für Museen (herausgegeben von Deutscher Museumsbund und ICOM Deutschland) und die Museumsdefinition von International Council of Museums. Daraus abgeleitet wurden ein Fragenkatalog und detaillierte, überprüfbare Kriterien, anhand derer sich die Museen selbst evaluieren. Museen aller Arten und Größen können an der Registrierung teilnehmen, das Verfahren beginnt jeweils im Oktober und dauert 13 Monate. Es wird durch Beratungen und Weiterbildungen begleitet. Über die Aufnahme in das Museumsregister entscheidet eine unabhängige Kommission aus sieben Mitgliedern.
In den ersten vier Jahrgängen wurden 50 Museen für jeweils sieben Jahre registriert, 26-mal wurden Museen für drei Jahre „vorläufig registriert“.

### Basisanforderungen
Museen, die sich um das Prädikat „Registriertes Museum“ bewerben, müssen die Erfüllung folgender Bedingungen nachweisen:
- Dauerhafte institutionelle und finanzielle Basis
- Vorhandenes Leitbild und Museumskonzept
- Museumsmanagement
- Qualifiziertes Personal
- Sammeln
- Bewahren
- Forschen und Dokumentieren
- Ausstellen und Vermitteln

## Weitere Bundesländer
Der Museumsverband Mecklenburg-Vorpommern hat einen auf sechs Kriterien reduzierten Katalog zur Museumsregistrierung entworfen. Das Verfahren wurde in Österreich übernommen.